# レッドブル・アリーナ
レッドブル・アリーナ（英: Red Bull Arena）は、アメリカ合衆国ニュージャージー州のハリソン町にあるニューヨーク・レッドブルズのホームスタジアム。半透明の屋根で覆われており 、最大25000人収容可能。2024年12月にスポーツ・イラストレイテッドチケッツと13年間の命名権契約。

## 概要
クラブ創設以来、ニューヨーク・レッドブルズの本拠地として使用されたジャイアンツ・スタジアムは、NFL仕様だったため、ニュージャージー州のハリソン市にサッカースタジアムを新設することになった。スタジアム名は当初、レッドブル・パークの予定だった。
スタジアムは2006年9月19日に着工し、2010年3月20日のサントスとの親善試合でオープンした。国歌斉唱はケリー・ローランド、始球式はバンクーバー五輪の金メダリストであるリンゼイ・ボンが行い、フランツ・ベッケンバウアーやユーリ・ジョルカエフらが観戦に訪れた。
2010年3月27日、2010年度のシーズン開幕戦において、初のMLS公式戦が実施され、ニューヨーク・レッドブルズはシカゴ・ファイアーに1対0で勝利した。
そのほか2010 FIFAワールドカップ壮行試合 トルコVS チェコ、2010年10月には エクアドルVS コロンビアが開催。

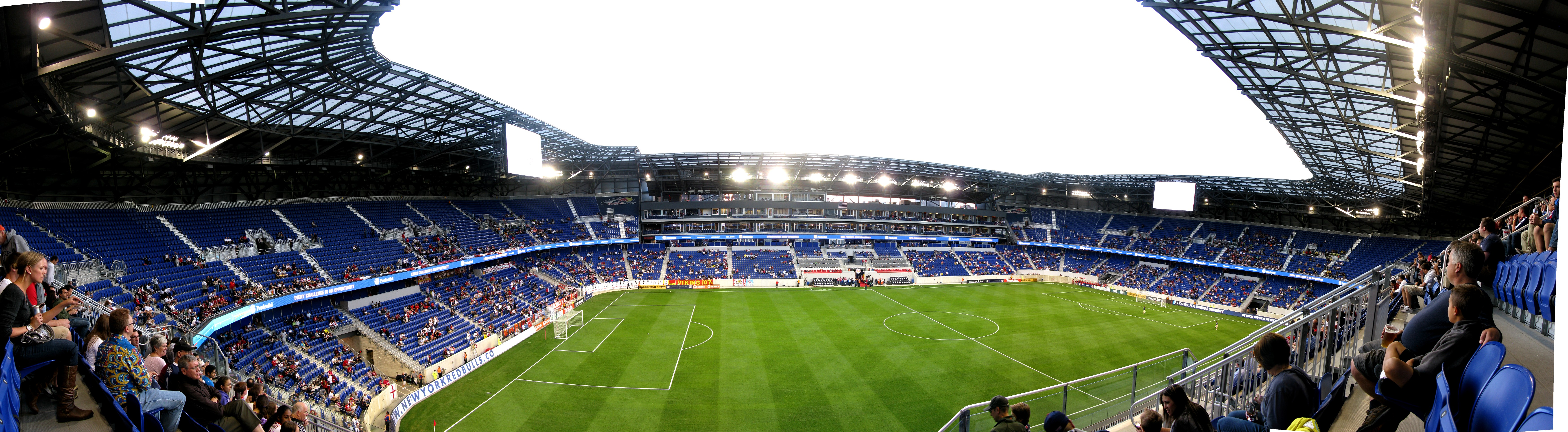

2011年にはMLSオールスターゲームが開催、イングランドのマンチェスター・Uと対戦。